# دانيال جي. هيل
دانيال جي. هيل هو مؤرخ كندي، ولد في 23 نوفمبر 1923 في إنديبندنس في الولايات المتحدة، وتوفي في 26 يونيو 2003.